# Viktor Krovopoeskov
Viktor Krovopoeskov (Russisch: Виктор Алексеевич•Кровопусков; Moskou, 29 september 1948) is een voormalig Sovjet-Russisch schermer.
Krovopoeskov werd zowel individueel alsmet het sabel team in 1976 en 1980 olympisch kampioen. Krovopoeskov werd in 1978 en 1982 wereldkampioen individueel en vijfmaal met het team.

## Resultaten

### Olympische Zomerspelen
| Jaar | Plaats   | Resultaten       |
| ---- | -------- | ---------------- |
| 1976 | Montreal | sabel team sabel |
| 1980 | Moskou   | sabel team sabel |

### Wereldkampioenschappen schermen
| Jaar | Plaats           | Resultaten         |
| ---- | ---------------- | ------------------ |
| 1973 | Göteborg         | sabel team         |
| 1974 | Grenoble         | sabel team · sabel |
| 1975 | Boedapest        | sabel team         |
| 1978 | Hamburg          | sabel · sabel team |
| 1979 | Melbourne        | sabel team · sabel |
| 1981 | Clermont-Ferrand | sabel team         |
| 1982 | Rome             | sabel · sabel team |
| 1983 | Wenen            | sabel team         |
| 1985 | Barcelona        | sabel team         |

1896: Ioannis Georgiadis ·
1900: Georges de la Falaise ·
1904: Manuel Díaz ·
1906: Ioannis Georgiadis ·
1908: Jenő Fuchs ·
1912: Jenő Fuchs ·
1920: Nedo Nadi ·
1924: Sándor Pósta ·
1928: Ödön Tersztyánszky ·
1932: György Piller ·
1936: Endre Kabos ·
1948: Aladár Gerevich ·
1952: Pál Kovács ·
1956: Rudolf Kárpáti ·
1960: Rudolf Kárpáti ·
1964: Tibor Pézsa ·
1968: Jerzy Pawłowski ·
1972: Viktor Sidjak ·
1976: Viktor Krovopoeskov ·
1980: Viktor Krovopoeskov ·
1984: Jean-François Lamour ·
1988: Jean-François Lamour ·
1992: Bence Szabó ·
1996: Stanislav Pozdnjakov ·
2000: Mihai Covaliu ·
2004: Aldo Montano ·
2008: Zhong Man ·
2012: Áron Szilágyi ·
2016: Áron Szilágyi ·
2020: Áron Szilágyi ·
2024: Oh Sang-uk
1908: Földes, Fuchs, Gerde, Tóth, Werkner ·
1912: Berti, Földes, Fuchs, Gerde, Mészáros, Schenker, Tóth, Werkner ·
1920: Baldi, Gargano, A. Nadi, N. Nadi, Puliti, Santelli, Urbani ·
1924: Anselmi, Balzarini, Bertinetti, Bini, Cuccia, Moricca, Puliti, Sarrocchi ·
1928: Garay, Glykais, Gombos, Petschauer, Rády, Tersztyánszky ·
1932: Gerevich, Glykais, Kabos, Nagy, Petschauer, Piller ·
1936: Berczelly, Gerevich, Kabos, Kovács, Rajcsányi, Rajczy ·
1948: Berczelly, Gerevich, Kárpáti, Kovács, Rajcsányi, Papp ·
1952: Berczelly, Gerevich, Kárpáti, Kovács, Rajcsányi, Papp ·
1956: Gerevich, Hámori, Kárpáti, Keresztes, Kovács, Magay ·
1960: Delneky, Gerevich, Horváth, Kárpáti, Kovács, Mendelényi ·
1964: Asatiani, Mavlichanov, Melnikov, Rakita, Rylski ·
1968: Oemjar Mavlichanov, Naslimov, Rakita, Sidjak, Vinokoerov ·
1972: Maffei, M.A. Montano, M.T. Montano, Rigoli, Salvadori ·
1976: Boertsev, Krovopoeskov, Naslimov, Sidjak, Vinokoerov ·
1980: Aljochin, Boertsev, Krovopoeskov, Naslimov, Sidjak ·
1984: Arcidiacono, Dalla Barba, Marin, Meglio, Scalzo ·
1988: Bujdosó, Csongrádi, Gedővári, Nébald, Szabó ·
1992: Goettsajt, Kirijenko, Pogossov, Pozdnjakov, Sjirsjov ·
1996: Kirijenko, Pozdnjakov, Tsjarikov ·
2000: Frossin, Pozdnjakov, Tsjarikov ·
2004: Pillet, D. Touya, G. Touya ·
2008: Pillet, Sanson, Lopez ·
2012: Gu, Kim, Oh, Won ·
2020: Oh, Kim Jun, Kim Jung, Gu  ·
2024: Oh, Gu, Park, Do